# Markus Wallwiener
Markus Wallwiener (* 1980 in Homburg) ist ein deutscher Gynäkologe und seit 2023 Professor der Gynäkologie an der Medizinischen Fakultät der Martin-Luther-Universität Halle-Wittenberg. Er ist außerdem Direktor der Universitätsklinik und Poliklinik für Gynäkologie am Universitätsklinikum Halle.

## Werdegang
Wallwiener begann seinen beruflichen Werdegang mit einem Studium der Medizin an der Eberhard-Karls-Universität Tübingen, das er von Juli 2000 bis Juni 2007 absolvierte. Im Anschluss daran erhielt er im Juli 2007 die Approbation als Arzt. Im selben Jahr promovierte er mit der Dissertation Innovative barriers for peritoneal adhesion prevention – liquid or solid? A rat uterine horn model.
Im Jahr 2013 habilitierte sich Wallwiener an der Universität Heidelberg und erhielt die Lehrberechtigung für das Fach Gynäkologie und Geburtshilfe.

## Medizinische Laufbahn
Wallwiener war an der Frauenklinik des Universitätsklinikums Heidelberg in mehreren Bereichen tätig. So wurde er im Februar 2022 kommissarischer Ärztlicher Direktor der Klinik und leitet das zertifizierte Zentrum für Gynäkologische Onkologie (ZGYNO) sowie das klinische MIC Endoskopie Ausbildungszentrum (AGE).
2023 wurde er Professor der Gynäkologie an der Medizinischen Fakultät der Martin-Luther-Universität Halle-Wittenberg. Weiterhin übernahm er die Leitung der Universitätsklinik und Poliklinik für Gynäkologie am Universitätsklinikum Halle.

## Klinische Schwerpunkte und Forschung
Wallwiener ist auf mehrere klinische Fachgebiete innerhalb der Gynäkologie ausgerichtet. Sein Schwerpunkt liegt auf der gynäkologischen Onkologie, insbesondere in der minimalinvasiven Chirurgie. In diesem Bereich verfügt er über die höchste Zertifizierungsstufe (MIC III).
Ein weiterer Schwerpunkt liegt auf der operativen Senologie, in der er als Senior-Mammaoperateur nach den Kriterien der Deutschen Krebsgesellschaft (DKG) qualifiziert ist. Hierbei führt er Eingriffe im Zusammenhang mit Brustkrebs durch, einschließlich onkologischer Operationen und rekonstruktiver Verfahren.
Ein weiterer Schwerpunkt ist die spezielle Geburtshilfe und Perinatalmedizin, wo er sich mit der Betreuung und Behandlung von Hochrisikoschwangerschaften sowie der Geburtshilfe im spezialisierten Kontext befasst.

### Forschung
Wallwieners Forschungsschwerpunkte umfassen mehrere Ansätze in der gynäkologischen Onkologie, der minimalinvasiven Chirurgie und der digitalen Versorgungsforschung.
Er widmet sich der Weiterentwicklung minimalinvasiver Operationstechniken, insbesondere der Sentinellymphknoten-Exzision bei Endometrium- und Zervixkarzinomen. Dies schließt den Einsatz von Tracern, intelligenter Blutstillungsmechanismen und antiadhäsiver Barrieren, ein. Zudem arbeitet er an der Standardisierung und Optimierung der laparoskopischen Hysterektomie, einschließlich der Integration von OP-Bildgebungssystemen und der Nutzung von 3D-Visualisierungstechnologien.
Ein weiterer Schwerpunkt ist die Erforschung der Minimal Residual Disease (MRD) bei Mammakarzinomen und anderen gynäkologischen Tumoren. Er untersucht die Rolle zirkulierender Tumorzellen und disseminierter Tumorzellen als prognostische und prädiktive Biomarker. Ziel ist die Entwicklung personalisierter Therapieansätze in der Onkologie.
Wallwiener engagiert sich auch in der digitalen Versorgungsforschung und beschäftigt sich mit der Entwicklung digitaler Versorgungsmodelle in der gynäkologischen Onkologie.

## Mitgliedschaften (Auswahl)
- Arbeitsgemeinschaft Gynäkologische Onkologie[1]
- Deutsche Krebsgesellschaft[1]
- Deutsche Gesellschaft für Senologie[1]
- Deutsche Gesellschaft für Gynäkologie und Geburtshilfe[1]
- Vorstand Arbeitsgemeinschaft Gynäkologische Endoskopie (AGE)[16]
- European Society for Gynaecological Endoscopy[1]
- Deutsche Gesellschaft für Digitale Medizin[17]
- Bundesarbeitsgemeinschaft Leitender Ärztinnen und Ärzte in der Frauenheilkunde und Geburtshilfe e.V. (BLFG)[18]
- Patient-Reported Outcomes Measurement System[1]

## Auszeichnung
- 2018: Gunther Bastert Innovationspreis Onkologie, verliehen durch die Deutsche Gesellschaft für Gynäkologie und Geburtshilfe e.V.[19]

## Publikationen (Auswahl)
- Christian Wallwiener, Markus Wallwiener, Eva Neunhoeffer, Michael Menger, Keith Isaacson, Wolfgang Zubke: Intelligent, impedance-regulated, pulsed coagulation in a porcine renal artery model. In: Fertility and Sterility. Band 88, Nr. 1, Juli 2007, S. 206–211. doi:10.1016/j.fertnstert.2006.11.204.
- Bernhard Kraemer, Markus Wallwiener, Christoph Brochhausen, Constanze Planck, Helmut Hierlemann, Keith B. Isaacson, Taufiek K. Rajab, Christian Wallwiener: A Pilot Study of Laparoscopic Adhesion Prophylaxis after Myomectomy with a Copolymer Designed for Endoscopic Application. In: Journal of Minimally Invasive Gynecology. Band 17, Nr. 2, März 2010, S. 222–227. doi:10.1016/j.jmig.2009.12.018.
- Dörthe Brüggmann, Garri Tchartchian, Markus Wallwiener, Karsten Münstedt, Hans-Rudolf Tinneberg, Andreas Hackethal: Intra-abdominal Adhesions. In: Deutsches Ärzteblatt international. 5. November 2010, ISSN 1866-0452, doi:10.3238/arztebl.2010.0769.
- Markus Wallwiener, Andreas Daniel Hartkopf, Irène Baccelli, Sabine Riethdorf, Sarah Schott, Klaus Pantel, Frederik Marmé, Christof Sohn, Andreas Trumpp, Brigitte Rack, Bahriye Aktas, Erich-Franz Solomayer, Volkmar Müller, Wolfgang Janni, Andreas Schneeweiss, Tanja Natascha Fehm: The prognostic impact of circulating tumor cells in subtypes of metastatic breast cancer. In: Breast Cancer Research and Treatment. Band 137, Nr. 2, Januar 2013, S. 503–510. ISSN 0167-6806, doi:10.1007/s10549-012-2382-0.
- Ralf Rothmund, Bernhard Kraemer, Sara Brucker, Florin-Andrei Taran, Markus Wallwiener, Andrea Zubke, Diethelm Wallwiener, Wolfgang Zubke: Laparoscopic Supracervical Hysterectomy Using EnSeal vs Standard Bipolar Coagulation Technique: Randomized Controlled Trial. In: Journal of Minimally Invasive Gynecology. Band 20, Nr. 5, September 2013, S. 661–666. doi:10.1016/j.jmig.2013.04.014.
- Christian W. Wallwiener, Susanna H. Junginger, Wolfgang Zubke, Sara Y. Brucker, Markus D. Enderle, Alexander Neugebauer, Birgitt Schönfisch, Markus Wallwiener: Bipolar vessel sealing: instrument contamination and wear have little effect on seal quality and success in a porcine in vitro model. In: Langenbeck's Archives of Surgery. Band 399, Nr. 7, Oktober 2014, S. 863–871. ISSN 1435-2443, doi:10.1007/s00423-014-1234-2.
- Alexandra von Au, Ulrike Weiler, Stefan Stefanovic, Markus Wallwiener, Joerg Heil, Michael Golatta, Joachim Rom, Christof Sohn, Andreas Schneeweiss, Florian Schuetz, Christoph Domschke: Breast cancer presentation and therapy in migrant versus native German patients: contrasting and convergent data of a retrospective monocentric study. In: Archives of Gynecology and Obstetrics. Band 294, Nr. 1, Juli 2016, S. 145–152. ISSN 0932-0067, doi:10.1007/s00404-015-3938-0.
- Maren Goetz, Claudia Schiele, Mitho Müller, Lina M Matthies, Thomas M Deutsch, Claudio Spano, Johanna Graf, Stephan Zipfel, Armin Bauer, Sara Y Brucker, Markus Wallwiener, Stephanie Wallwiener: Effects of a Brief Electronic Mindfulness-Based Intervention on Relieving Prenatal Depression and Anxiety in Hospitalized High-Risk Pregnant Women: Exploratory Pilot Study. In: Journal of Medical Internet Research. Band 22, Nr. 8, 11. August 2020, S. e17593. ISSN 1438-8871, doi:10.2196/17593.
- Magdalena Zacher, Nele Wollanka, Christina Sauer, Kathrin Haßtenteufel, Stephanie Wallwiener, Markus Wallwiener, Imad Maatouk: Prenatal paternal depression, anxiety, and somatic symptom burden in different risk samples: an explorative study. In: Archives of Gynecology and Obstetrics. Band 307, Nr. 4, 24. Mai 2022, S. 1255–1263. ISSN 1432-0711, doi:10.1007/s00404-022-06612-2.
- Thuy Giang Trinh, Cornelia E. Schwarze, Mitho Müller, Maren Goetz, Kathrin Hassdenteufel, Markus Wallwiener, Stephanie Wallwiener: Implementing a Perinatal Depression Screening in Clinical Routine: Exploring the Patientʼs Perspective. In: Geburtshilfe und Frauenheilkunde. Band 82, Nr. 10, Oktober 2022, S. 1082–1092. ISSN 0016-5751, doi:10.1055/a-1844-9246.
- Carolin Anders, Preetha Moorthy, Laura Svensson, Julia Müller, Oliver Heinze, Petra Knaup, Markus Wallwiener, Thomas M Deutsch, Thao-Vy Le, Lina Weinert: Usability and User Experience of an mHealth App for Therapy Support of Patients With Breast Cancer: Mixed Methods Study Using Eye Tracking. In: JMIR Human Factors. Band 11, 5. März 2024, S. e50926. ISSN 2292-9495, doi:10.2196/50926.